# 亚硝酸正丁酯
亚硝酸正丁酯是正丁醇的亚硝酸酯，會用作娛樂性藥物情慾芳香劑。但也是氰化物中毒的解毒劑。

## 化學
亚硝酸正丁酯可以用亚硝酸（由亞硝酸鹽和無機酸原位製備）和正丁醇製備而成。
亚硝酸正丁酯高度可燃。

## 應用
亚硝酸正丁酯是一種會用作情慾芳香劑的吸入性藥物，會帶來短暫的欣快感。亚硝酸正丁酯是由Clifford Hassing所發現的 ，他是洛杉磯的研究生，希望找到比亚硝酸酯效果更快的物質。此吸入劑的商品名是Rush、Locker Room和Bolt。其作用在其欣快效果，以及在性交時收鬆平滑肌。
亚硝酸正丁酯也是製備其他有機或無機試劑中重要的反應物，也可以製成許多不同種類的亞硝酸酯。亚硝酸正丁酯常作為亞硝化試劑，尤其是在製備亚硝胺時。例如铜铁试剂就是由苯胲、亚硝酸正丁酯和氨來製備。